# Donje Lipovo
Donje Lipovo (en serbe cyrillique : Доње Липово) est un village du centre du Monténégro, dans la municipalité de Kolašin.

## Démographie

### Évolution historique de la population
| 1948 | 1953 | 1961 | 1971 | 1981 | 1991 | 2003 |
| ---- | ---- | ---- | ---- | ---- | ---- | ---- |
| 358  | 354  | 324  | 247  | 220  | 177  | 101  |